# Gradac (Tutin)
Gradac (cirill betűkkel Градац) település Szerbiában, a Raškai körzet Tutini községében.

## Népesség
- 1948-ban 152 lakosa volt.
- 1953-ban 176 lakosa volt.
- 1961-ben 177 lakosa volt.
- 1971-ben 184 lakosa volt.
- 1981-ben 209 lakosa volt.
- 1991-ben 151 lakosa volt.
- 2002-ben 95 lakosa volt, akik mindannyian bosnyákok.